# Земский, Павел Сергеевич
Па́вел Серге́евич Зе́мский (род. 25 июня 2004, Санкт-Петербург) — российский баскетболист, играющий на позиции лёгкого форварда.

## Карьера
Земский является воспитанником системы баскетбольного «Зенита». Он прошёл путь от команды ДЮБЛ до приглашения в основу.
В составе молодёжной команды стал чемпионом и бронзовым призёром Единой молодёжной лиги ВТБ.
С 2022 года начал принимать участие в матчах Суперлиги за «Зенит-2».
Начиная с сезона 2023/2024 стал привлекаться к матчам основной команды.

## Сборная России
В 2021 году Земский был вызван в юношескую сборную России (до 18 лет) для участия в Еврочелленджере.

## Награды
30 апреля 2025 года Земскому было присвоено звание «Мастер спорта России» за победу в Кубке России в сезоне 2023/2024.

## Достижения
- Чемпион Единой молодёжной лиги ВТБ (2): 2021/2022, 2023/2024
- Бронзовый призёр Единой молодёжной лиги ВТБ: 2022/2023